# エクアドル時間
エクアドル時間（エクアドルじかん、Ecuador Time、ECT）は、エクアドル本土で使用されている、協定世界時から5時間遅らせた（UTC-5）標準時である 。ガラパゴス県では、1986年まではエクアドル時間を使用していたが、それ以後はUTC-6のガラパゴス時間 (GALT) に切り替わった。夏時間は、1990年代のシクスト・デュラン・バレン政権期の一時期を除いては、実施されていない。

## IANA time zone database
IANA time zone databaseは、エクアドルを2つのゾーンに分け、ファイルzone.tabに収録している。
| 国コード | 座標        | TZ                | 注釈               | 協定世界時との差 | 夏時間 | 備考 |
| -------- | ----------- | ----------------- | ------------------ | ---------------- | ------ | ---- |
| EC       | −0210−07950 | America/Guayaquil | エクアドル（本土） | −05:00           | −05:00 |      |
| EC       | −0054−08936 | Pacific/Galapagos | ガラパゴス諸島     | −06:00           | −06:00 |      |